# Myersophis alpestris
Genre
Espèce
Statut de conservation UICN

 DD  : Données insuffisantes
Myersophis alpestris, unique représentant du genre Myersophis, est une espèce de serpents de la famille des Colubridae.

## Répartition
Cette espèce est endémique de Luçon aux Philippines.

## Étymologie
Le genre Myersophis, composé de Myers et du grec ancien ὄφις, óphis, « serpent », a été choisi en l'honneur de George Sprague Myers, ichtyologiste et herpétologiste américain.

## Publication originale
- Taylor, 1963 : New and rare oriental serpents. Copeia, vol. 1963, n. 2, p. 429-433 (introduction).